# ФК Абъристуит Таун
ФК Абъристуит Таун (на английски: Aberystwyth Town Football Club; на уелски: Clwb Pêl-droed Tref Aberystwyth, Клуб Пеел-дройд Трев Аберъстуит) е уелски футболен клуб, базиран в едноименния град Абъристуит. Играе мачовете си на стадион „Парк Авеню“ с капацитет 5000 зрители. За домакинските си срещи използва зелени фланелки, черни гащета и бели чорапи.

## Предишни имена
| Години      | Име                                      |
| ----------- | ---------------------------------------- |
| 1882 – 1884 | Абъристуит ФК Aberystwyth F.C.           |
| 1884 –      | Абъристуит Таун ФК Aberystwyth Town F.C. |

## Успехи
- Уелска Висша лига:
  -  Трето място (1): 1992/93
- Купа на Уелс:
  -  Носител (1): 1899/1900
  -  Финалист (3): 2008/09, 2013/14, 2017/18
- Купа на лигата:
  -  Финалист (1): 2024/25
  - 1/2 финалист (4): 2006/07, 2007/08, 2008/09, 2010/11

Участва в турнира Интертото през 1999 и 2004 г.
Участва в турнира Лига Европа през 2014/15 г.